# コナー・セヴェ
コナー・セヴェ（Connor Seve、2002年4月9日 - ）は、オーストラリア出身のラグビーユニオン選手。ジャパンラグビーリーグワンの日本製鉄釜石シーウェイブスに所属している。

## 経歴
2022年7月、U20オーストラリア代表として、オセアニアラグビーU20選手権に出場。
2024年、スーパーラグビーのモアナ・パシフィカに所属。
2025年7月、ジャパンラグビーリーグワンの日本製鉄釜石シーウェイブスに加入した。